# Rhyacophila egijnica
Rhyacophila egijnica is een schietmot uit de familie Rhyacophilidae. De soort komt voor in het Palearctisch gebied.
De wetenschappelijke naam van de soort werd voor het eerst gepubliceerd in 1968 door Fernand Schmid.